# William Harrison Ainsworth
William Harrison Ainsworth, (født 4. februar 1805 - 3. januar 1882) var en britisk forfatter.
Han var en tidlig mentor til Charles Dickens.